# RR-325
A RR-325, popularmente conhecida por Vicinal Tronco Apiaú ou Estrada da Produção, é uma rodovia brasileira do estado de Roraima. Até 2009 era apenas uma vicinal municipal sem asfalto.
Com asfaltamento concluído em 2014, interliga Mucajaí à cidade de Alto Alegre, bem como às vilas de Apiaú, Nova, Campos Novos, Samaúma e Penha e às suas colônias agrícolas, através de inúmeras interceções de estradas vicinais. A estrada permite o acesso daquela população, bem como a exportação de sua produção, à RR-205, que por sua vez segue mais 89 km em direção à capital Boa Vista. Também tem acesso à BR-174 pelo limite sul.
O asfaltamento até a Vila Apiaú foi concluído em 2009.
Em março de 2013 o Governo Estadual autorizou a conclusão do asfaltamento da rodovia, perfazendo o trecho até então não pavimentado entre as vilas Samaúma e Penha, o único remanescente; esta nova pavimentação conectou definitivamente as cidades de Alto Alegre e Mucajaí. Em que pese o asfaltamento pleno, a rodovia permanece com precárias pontes de madeira em seu trajeto.